# Georg Mannlich

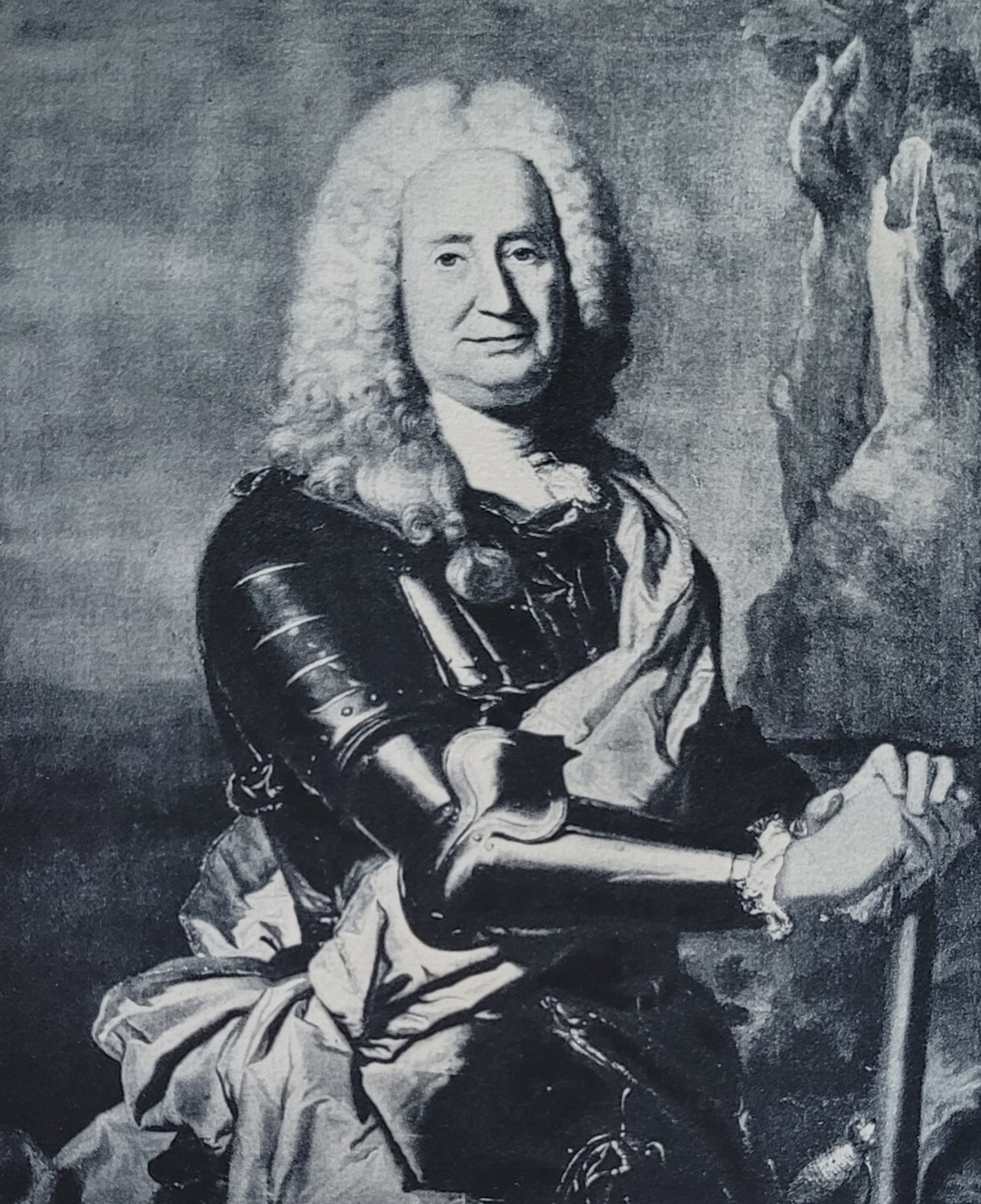
Georg Mannlich, Bildnis von Barthélemy Guillibaud (um 1740)

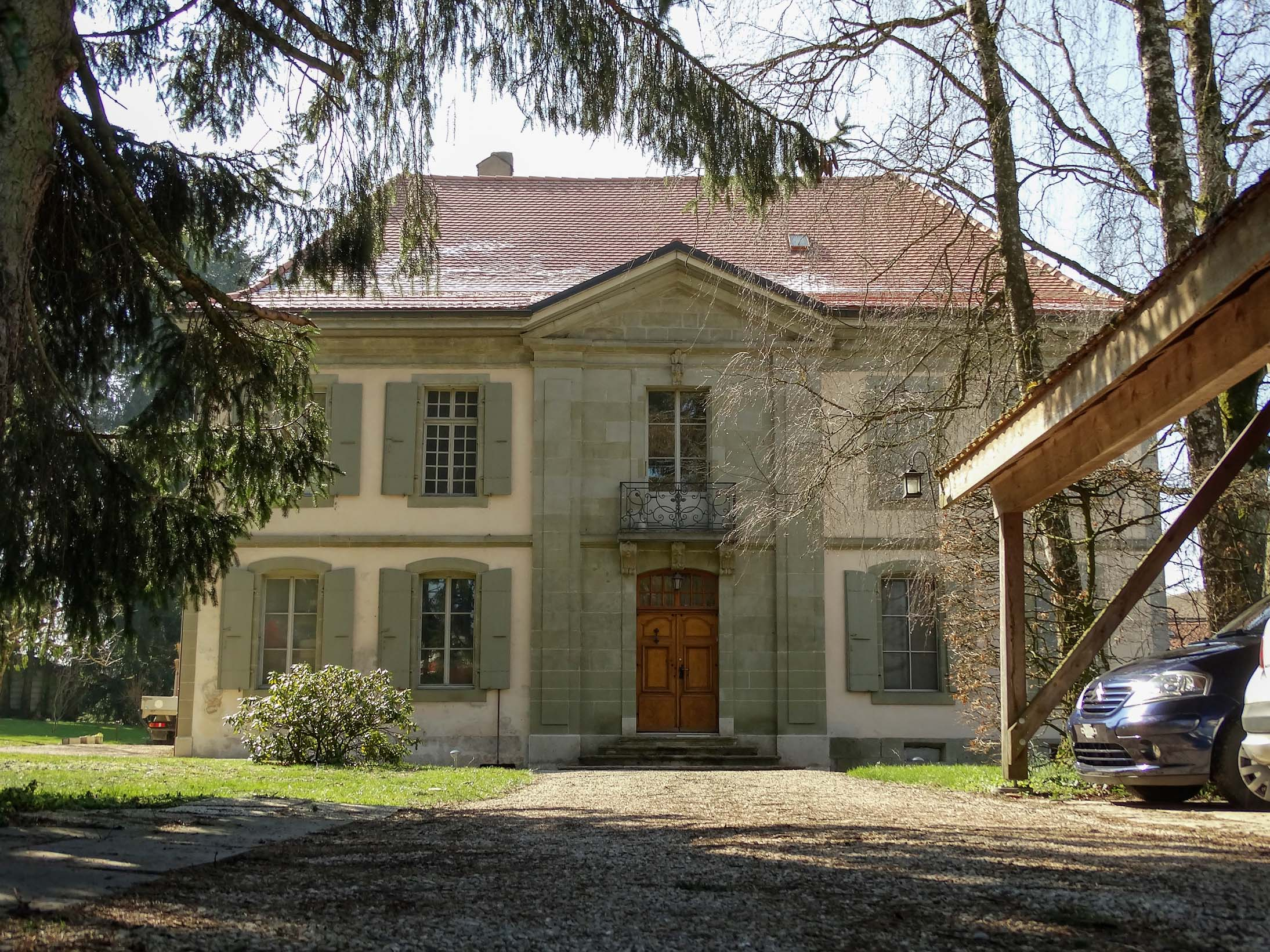
Schloss Bettens, erbaut im Auftrag von Georg Mannlich

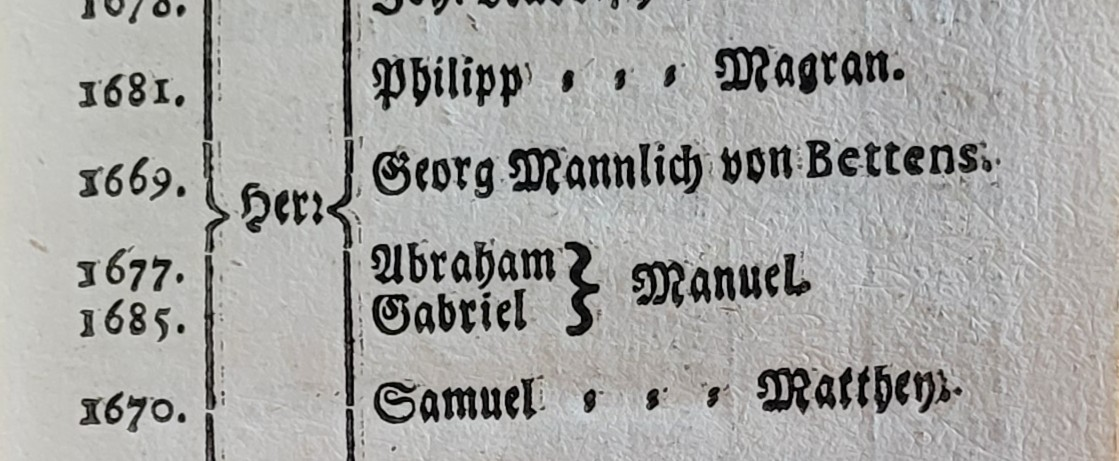
Eintrag für Georg Mannlich als Mitglied des Grossen Rats im Berner Regimentbüchlein (1726)

Georg Mannlich (* 1669 in Morrens (vermutlich); † 9. Mai 1751 in Lausanne) war ein bernischer Offizier in französischen Diensten.

## Leben
Georg Mannlich kam als Sohn des Nicolas Mannlich und der Marie-Louise de Polier zur Welt. Er begann seine militärische Karriere als Kadett im Regiment seines Onkels Théodore de Polier. 1685 wurde er Fähnrich, 1692 Hauptmann und 1705 Oberstleutnant im Regiment Castella. Im Jahr 1719 wurde er zum Brigadier, 1722 zum Regimentsobersten des Regiments Castella, 1734 zum Maréchal de Camp und schliesslich 1739 zum Generalleutnant befördert. 1739 übernahm er das Regiment May, welches bis 1751 den Namen Regiment de Bettens trug. Seine wichtigsten militärischen Einsätze hatte er 1706 bei Ramillies und 1714 in Barcelona.
Verheiratet war Mannlich mit Madeleine Bibaud. Von seinem Vater erbte er die Herrschaft Bettens, die er an seine Tochter Angélique, verheiratet mit David de Saussure (1697–1765), vererbte. Mannlich war Mitglied der Berner Gesellschaft zu Mittellöwen. In den Jahren 1710 bis 1745 war er Mitglied des Grossen Rats der Stadt Bern. Georg Mannlich ist beigesetzt in der Kirche Saint-François in Lausanne.